# شصت و سومین جشنواره بین‌المللی فیلم برلین
شصت و سومین  دوره جشنواره بین‌المللی فیلم برلین از تاریخ ۷ تا ۱۷ فوریه ۲۰۱۳ برگزار شد. جشنواره با فیلم استاد بزرگ افتتاح شد. خرس طلایی نیز به مسئله بچه، به کارگردانی کالین پتر نتسر اهدا شد.
پس انتخاب فیلم پرده برای بخش مسابقه در جشنواره برلین، مدیران جشنواره درخواست اجازه سفر پناهی به آلمان را کردند که پاسخی از طرف ایران داده‌نشد. پس از آن دولت آلمان هم به‌طور رسمی تقاضای اجازهٔ سفر وی را به آلمان کرد که به این درخواست نیز پاسخی داده‌نشد. در نهایت پرتوی و مقدم بودند که در جشنواره شرکت کردند و پرتوی جایزه بهترین فیلم‌نامه را به نمایندگی از پناهی دریافت کرد.
پس از بازگشت کامبوزیا پرتوی و مریم مقدم از جشنواره فیلم برلین، گذرنامه این دو، در فرودگاه امام خمینی تهران توقیف شد.

## هیئت داوران

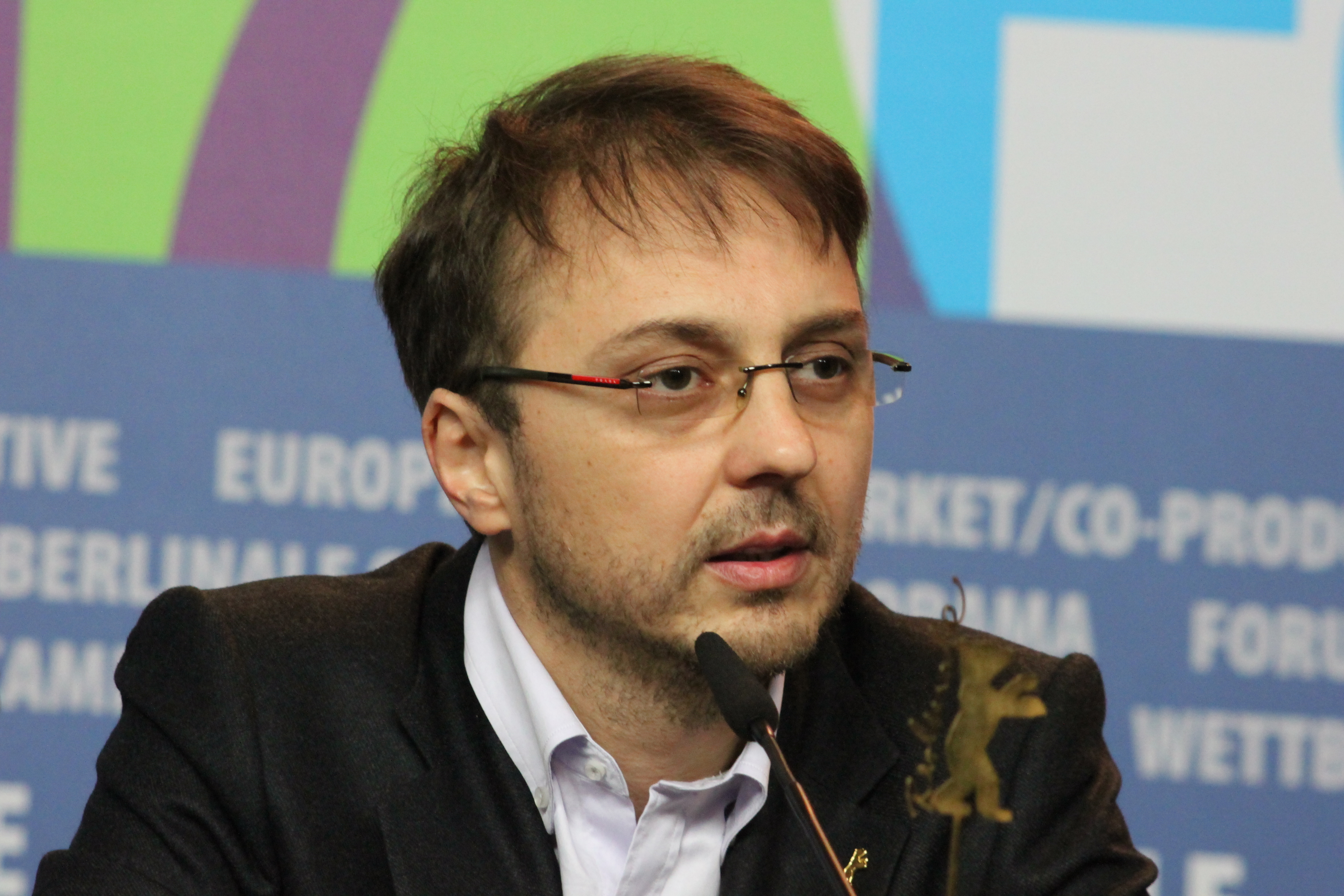
کالین پتر نتسر، برنده بهترین فیلم برای مسئله بچه

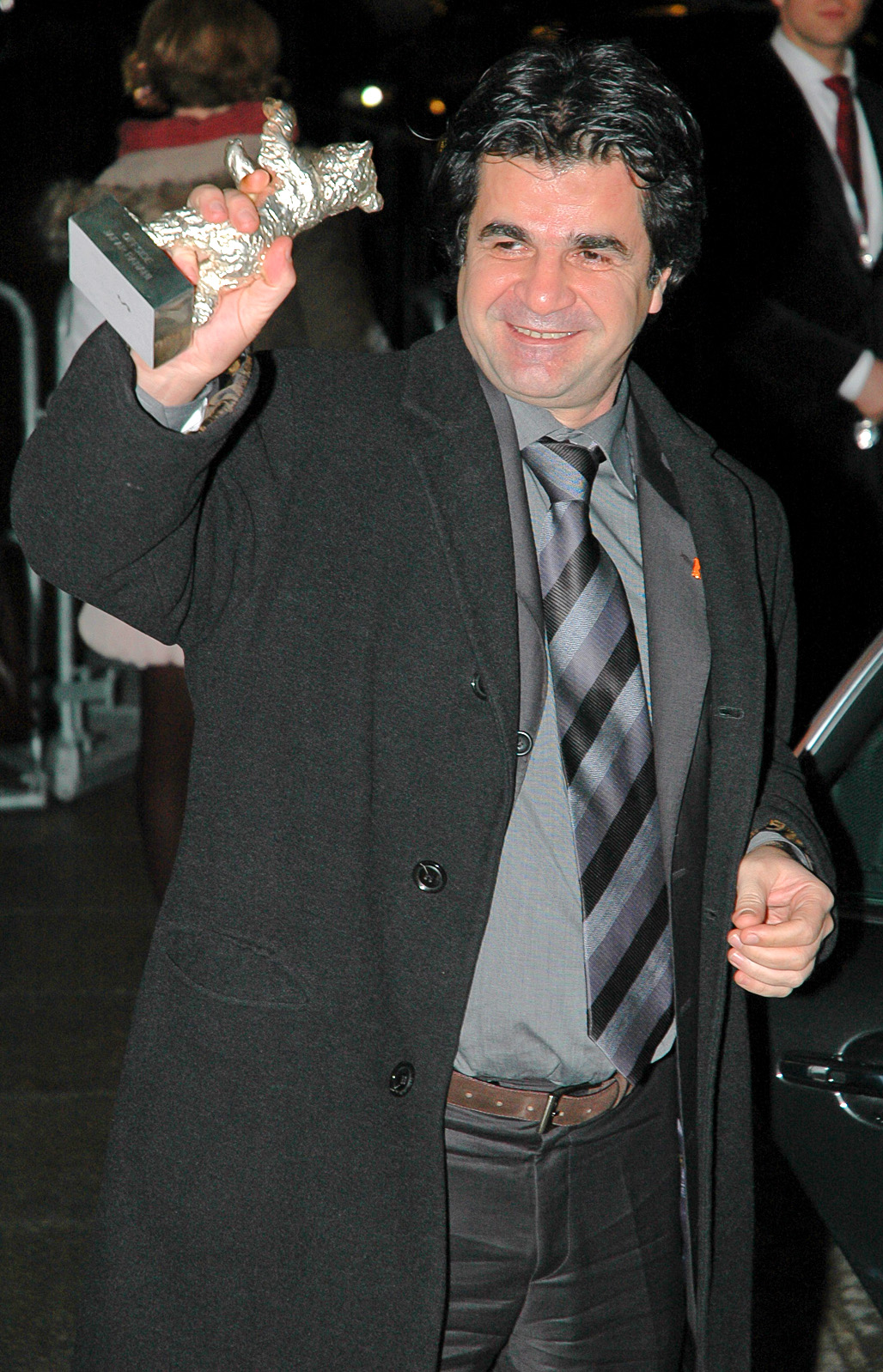
جعفر پناهی، برنده بهترین فیلم نامه برای فیلم پرده

## بخش رقابتی
| عنوان                           | عنوان اصلی                               | کشور تهیه‌کننده |
| ------------------------------- | ---------------------------------------- | -------------- |
| گلوریا                          | Gloria                                   |                |
| Nobody's Daughter Haewon        | Aimer, boire et chanter                  |                |
| Paradise: Hope                  | Paradise: Hope                           |                |
| مسئله بچه                       | Poziția copilului                        |                |
| سرزمین موعود                    | Promised Land                            |                |
| Camille Claudel 1915 1915       | Poziția copilului                        |                |
| On My Way                       | On My Way                                |                |
| Epizoda u životu berača željeza | An Episode in the Life of an Iron Picker |                |
| Gold                            | Gold                                     |                |
| Layla Fourie                    | Layla Fourie                             |                |
| Charlie Countryman              | Charlie Countryman                       |                |
| پرده                            | Closed Curtain                           |                |
| عوارض جانبی                     | Side Effects                             |                |
| Vic and Flo Saw a Bear          | Vic and Flo Saw a Bear                   |                |
| Долгая счастливая жизнь         | A Long and Happy Life                    |                |
| Prince Avalanche                | Prince Avalanche                         |                |
| یادداشت‌های هم‌آوازی              | Uroki garmonii                           |                |
| W imię...                       | In the Name Of                           |                |

## برندگان
| جایزه                                | نام فیلم                     | برنده                        |
| ------------------------------------ | ---------------------------- | ---------------------------- |
| خرس طلایی                            | مسئله بچه                    | کالین پتر نتسر               |
| جایزه بزرگ هیئت داوران (خرس نقره ای) | یک قسمت در زندگی یک آهن‌کننده | دانیس تانویچ                 |
| جایزه آلفرد باوئر (خرس نقره ای)      | ویک و فلو شاهد یک خرس        | دنی کوت                      |
| جایزه آلفرد باوئر                    | هتل بزرگ بوداپست             | وس کریون                     |
| خرس نقره‌ای بهترین کارگردان           | دیوید گوردون گرین            | شاهزاده بهمن                 |
| خرس نقره‌ای بهترین بازیگر مرد         | پائولینا گارسیا              | گلوریا                       |
| خرس نقره‌ای بهترین بازیگر زن          | Nazif Mujić                  | یک قسمت در زندگی یک آهن‌کننده |
| خرس نقره‌ای بهترین فیلم‌نامه           | جعفر پناهی                   | پرده                         |